# 西安1路公交车
西安公交1路是一条中巴线路，走向偏僻客流较小，曾配置20部6米少林中巴车，现已撤销。

## 线路走向
1路由红光路起重机厂发车，经红光路、汉城南路、汉城北路、枣园西路、大庆路、西二环北段、北二环西段、未央路、凤城一路东段至西铁小区。

## 线路历史
1路是西安市第一条公交线路，开通于民国12年(1923年)，已有90多年的历史，但2003年后却走向偏僻，并于2005年开始使用6米中巴车营运。2017年5月9日，线路停运。
- 1923年（民国12年）1月24日，陕西省长潼汽车公司开通西安首条公交线路，由钟楼至东门，中途设大差市站，半年后因经营亏损停运。
- 1934年（民国23年）7月，陕西省汽车管理局重新开通此线路，定名为1路，并延伸为西门至东门，沿途设桥梓口、广济街、钟楼、骡马市、菊花园、大差市站。
- 1936年（民国25年）12月，因西安事变影响，全市仅有的3条公交线路——1路、2路、3路汽车均停运。1937年（民国26年）3月线路恢复营运，但至8月末，因抗战爆发后的燃料供应中断，线路再次停运。
- 1942年（民国31年）4月，1路、2路汽车恢复营运，2路缩短为火车站至钟楼。因抗战期间物资短缺，年底2路即停运，至1943年（民国32年）末，1路汽车亦停运。
- 1946年（民国35年）抗战胜利后，3条线路相继于3月、7月、10月恢复营运，后又开通4路、5路汽车。但民国后期（1948-1949年）社会混乱，1路、2路汽车只能勉强维持营运，其他线路则已停运。
- 1949年5月20日西安解放，5月26日，1路、2路汽车恢复正常营运，线路不变，1路由西门至东门，2路由火车站至钟楼。
- 1951年，1路汽车延伸为西稍门至东门；1952年3月，延伸为为西稍门至鸡市拐；1958年，延伸为土门至鸡市拐；1963年，延伸为至未央路（现汉城路站）至鸡市拐。
- 1973年，改为钟楼至起重机厂。
  - 1990年站点为：钟楼、广济街、桥梓口、西门、南小巷、西稍门、桃园商场、职工医院、土门、印刷厂、团结南路、制药厂、钢厂、起重机厂。
- 1997年，延伸为南门至起重机厂；2001年，线路停运。
- 2003年4月22日，1路重新开通，改由起重机厂至城北客运站，并由公交四公司转至公交七公司营运。
- 2004年，公交六公司、公交七公司合并为公交六公司，1路改为中轿车。
- 2005年初，改为起重机厂至西铁小区，并交由万里公司营运，配置6米中巴车。
- 2017年5月7日，线路撤销。同年5月9日，由公交一公司开通186路（大兴国际汽配城-科技路西口）。